# Voie Romaine aux Dieux, Tradition Romano-Italique
 (juin 2024).
La mise en forme du texte ne suit pas les recommandations de Wikipédia : il faut le « wikifier ».
Les points d'amélioration suivants sont les cas les plus fréquents. Le détail des points à revoir est peut-être précisé sur la page de discussion.
- Les titres sont pré-formatés par le logiciel. Ils ne sont ni en capitales, ni en gras.
- Le texte ne doit pas être écrit en capitales (les noms de famille non plus), ni en gras, ni en italique, ni en « petit »…
- Le gras n'est utilisé que pour surligner le titre de l'article dans l'introduction, une seule fois.
- L'italique est rarement utilisé : mots en langue étrangère, titres d'œuvres, noms de bateaux, etc.
- Les citations ne sont pas en italique mais en corps de texte normal. Elles sont entourées par des guillemets français : « et ».
- Les listes à puces sont à éviter, des paragraphes rédigés étant largement préférés. Les tableaux sont à réserver à la présentation de données structurées (résultats, etc.).
- Les appels de note de bas de page (petits chiffres en exposant, introduits par l'outil «  Source ») sont à placer entre la fin de phrase et le point final[comme ça].
- Les liens internes (vers d'autres articles de Wikipédia) sont à choisir avec parcimonie. Créez des liens vers des articles approfondissant le sujet. Les termes génériques sans rapport avec le sujet sont à éviter, ainsi que les répétitions de liens vers un même terme.
- Les liens externes sont à placer uniquement dans une section « Liens externes », à la fin de l'article. Ces liens sont à choisir avec parcimonie suivant les règles définies. Si un lien sert de source à l'article, son insertion dans le texte est à faire par les notes de bas de page.
- La présentation des références doit suivre les conventions bibliographiques. Il est recommandé d'utiliser les modèles {{Ouvrage}}, {{Chapitre}}, {{Article}}, {{Lien web}} et/ou {{Bibliographie}}. Le mode d'édition visuel peut mettre en forme automatiquement les références.
- Insérer une infobox (cadre d'informations à droite) n'est pas obligatoire pour parachever la mise en page.

Pour une aide détaillée, merci de consulter Aide:Wikification.
Si vous pensez que ces points ont été résolus, vous pouvez retirer ce bandeau et améliorer la mise en forme d'un autre article.
 (juin 2024).

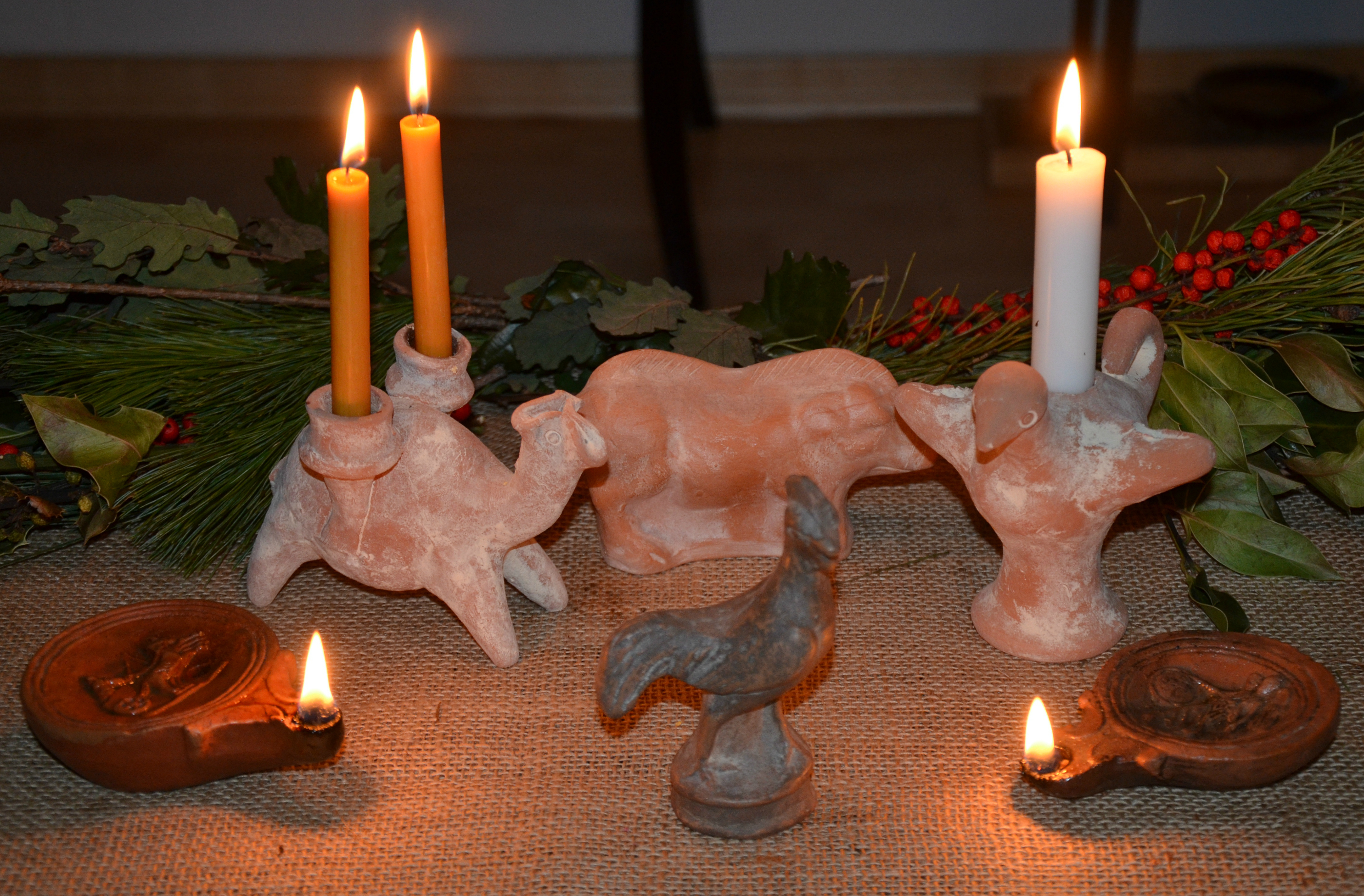
Altare per i Saturnali celebrati da seguaci del tradizionalismo romano-italico.

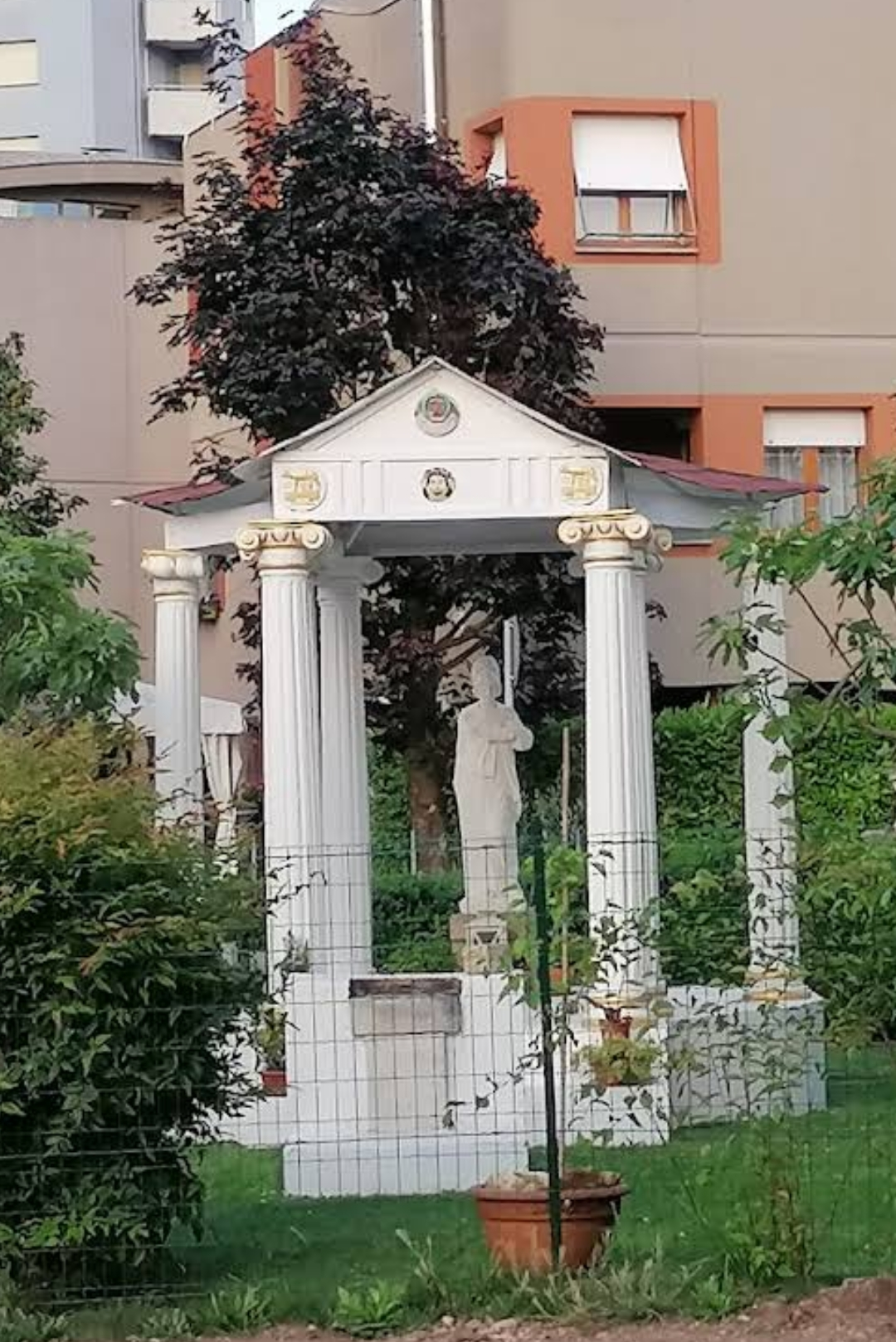
Tempio Gentile di Minerva Medica a Pordenone, costruito dall'Associazione Tradizionale Pietas

La Via romana agli dei (« voie romaine aux dieux »), qu'on trouve dans la tradition romano-italique, le traditionalisme romano-italique ou la gentilité romano-italique, est la continuation et la réinterprétation moderne et contemporaine de la religion romaine et italique à travers des pratiques tirées ou adaptées de la documentation historique de la Rome antique. Elle est parfois qualifiée de néopaganisme romano-italique.
Elle est pratiquée en Italie par plusieurs centaines de personnes ainsi que dans d'autres pays d'Europe et en Amérique du Nord.

## Contexte
Certains spécialistes des religions tendent à associer la voie romaine vers les dieux au groupe de religions appartenant au néopaganisme, alors que la plupart des adhérents rejettent à la fois cette association et le concept même de néo-paganisme, tel qu'il s'est développé au cours des dernières décennies du XXe siècle. Les principales associations adhèrent à l'organisation des religions ethniques européennes de l'ECER (European Congress of Ethnic Religion).

## Culte
La voie romaine vers les dieux est une religion polythéiste. Cependant, selon les sensibilités et comme c'est le cas dans d'autres traditions, certains groupes mettent l'accent sur l'unité fondamentale du divin, dont la multiplicité serait une expression.
Elle est exclusivement pratiquée en privé (par des individus, des familles, des communautés), car, étant la religion d'État de l'ancienne Rome, la pratique publique semble impraticable sans une restauration de la Res Publica, c'est-à-dire de l'ancien État romain. Le fondement du culte public est la Pax deorum (hominumque), c'est-à-dire le pacte juridiquement établi entre les dieux et la communauté humaine. Transféré dans le domaine privé, il désigne le pacte non écrit entre le(s) pratiquant(s) et ses divinités, établi et maintenu à travers le culte qui, suivant l'ancien calendrier romain, comporte des liturgies préétablies, bien qu'adaptées à l'ère moderne. Parmi les plus importants, le sacrifice sanglant d'animaux n'est pas pratiqué et les dieux sont honorés par des offrandes d'encens, de bougies, de parfums, de végétaux, de vin et de nourriture. Comme dans l'hellénisme et la stregheria, la gnose personnelle non vérifiée est admise, c'est-à-dire, en l'absence de communauté, adorer les dieux en solitude. L'éthique se réfère au « Connais-toi toi-même » grec, à la philosophie (comme le stoïcisme et le néoplatonisme), mais surtout au mos maiorum romain.

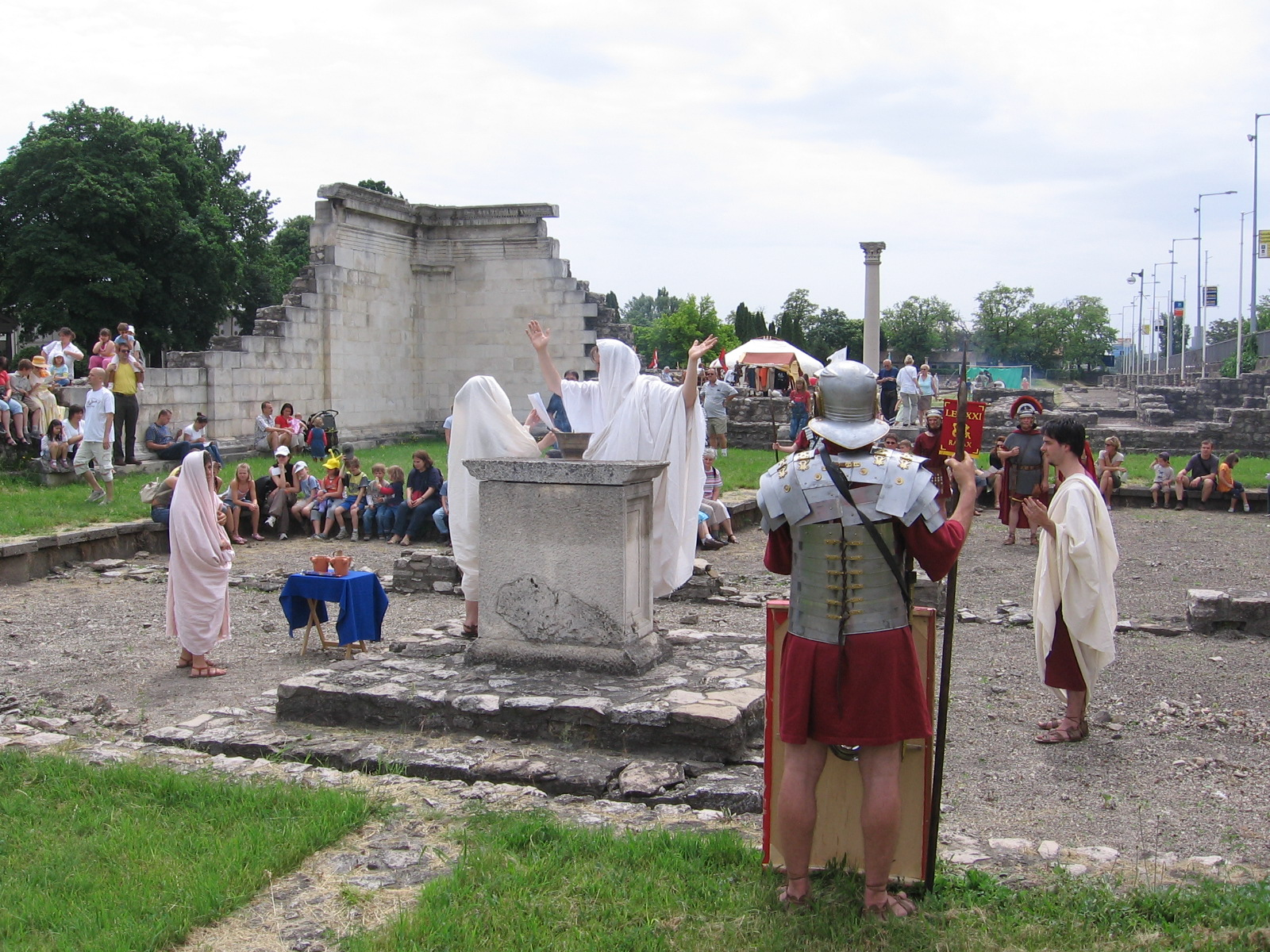
Célébration des Floralia à Budapest (Aquincum) organisée par l'association Nova Roma.

Chaque adulte est son propre prêtre et vénère d'abord son Genius (ou sa Juno, dans le cas des femmes), les Lares familiaux, divinités protectrices de leur maison, les Penates (divinités du foyer), les Di Manes (esprits des ancêtres), puis les autres divinités auxquelles sont consacrées les fêtes du calendrier annuel. Parmi ces dieux figurent les douze Olympiens sous leurs noms romains (Jupiter, Juno, Minerve, Mars, Apollon, Diane, Vénus, Bacchus, Neptune, Cérès, Vulcain et Mercure) ainsi que d'autres divinités comme Pluton, Vesta, Proserpine, Hercule, Janus, Saturne, Quirinus (c'est-à-dire Romulus divinisé), Énée divinisé, Esculape, Sol Invictus, Mater Matuta, Anna Perenna, les empereurs romains divinisés comme César, Auguste, Trajan, Antonin le Pieux, Julien ou Marc Aurèle, la déesse Roma, Cybèle, Bellone, Tellus, Bona Dea, etc., ainsi que toutes celles considérées comme protectrices individuelles ou familiales et communautaires.
Les ocCasions rituelles importantes, comme les moments de passage de la vie (naissance, puberté, mariage, mort), les festivités annuelles ordinaires, les trois jours clés du mois (calendes, nonae, ides), les solstices, les équinoxes et les phases lunaires sont souvent célébrés de manière communautaire. En particulier, les rituels liés aux phases lunaires, aux Calendes, Nonae et Ides, reposent sur la logique de l'évolution spirituelle individuelle[réf. nécessaire].
Il est fondamental de lire les textes anciens qui nous sont parvenus[réf. nécessaire]. Dans la tradition gentille, certains poèmes épiques comme l’Iliade et l’Odyssée d'Homère (dans le contexte grec) ainsi que l’Énéide de Virgile (dans le contexte romain) sont considérés comme des textes sacrés. Les hymnes homériques et orphiques conservent également une valeur sacrée. De nombreuses prières sont retrouvées dans les sources anciennes (épigraphiques et littéraires), comme celles de Cicéron, Lucrèce, etc.

## Histoire

### Théories de continuité
Contrairement à d'autres expressions néopaganistes comme la Wicca, dans la voie romaine envers les dieux, la survie de la religion païenne romaine est affirmée, transmise à travers les siècles sous une forme ésotérique, c'est-à-dire secrète et privée. Cependant, considérant les dieux comme éternels et disposant de sources anciennes sur la ritualité pour l'officiant du culte privé, aucune continuité historique ne serait nécessaire.
Malgré l'interruption de la Pax Deorum après l'abolition du culte public et les lois de Théodose Ier (fin du IVe siècle) interdisant également le culte privé, la tradition cultuelle romaine n'aurait pas disparu, mais se serait maintenue au sein de certaines familles. Celles-ci l'auraient secrètement transmise au fil du temps, constituant ainsi un centre sacré occulte qui, en périodes favorables de l'Histoire, aurait même eu visibilité et influence dans la réalité sociopolitique italienne. On cite par exemple l'émergence à Rome, vers le milieu du XVe siècle, de l'Académie romaine de Pomponio Leto, connue pour sa célébration rituelle de la naissance de Rome le 21 avril, la découverte archéologique de certaines inscriptions au XIXe siècle, et la restauration du pontifex maximus, occupé par Leto lui-même. Cette académie a été dissoute par le pape Paul II en 1468, et ses membres ont été emprisonnés ou persécutés.

### Début duXXesiècle
Entre les XVIIIe et XIXe siècles, des tentatives d'adopter certaines formes rituelles romano-païennes pour le nouveau État-nation italien ont été faites par l'archéologue Giacomo Boni (autel de graminée sur le Palatin, ludus Troiae, etc.) et des milieux ésotériques de la capitale.
En 1927, le philosophe et ésotériste Julius Evola fonda à Rome une « chaîne magique » appelée le Groupe d'Ur, ainsi que le magazine correspondant Ur (1927-1928). Arturo Reghini, disciple du maître pythagoricien et représentant d'une chaîne initiatique, en fit également partie. En 1928, Evola publia l'essai Imperialismo Pagano, considéré comme le manifeste du paganisme politique italien du XXe siècle, visant à contrer les accords du Latran entre l'État et l'Église. Le magazine fut interrompu à la fin de 1928, puis reprit en 1929 sous le nouveau nom de Krur.
En 1929, un document mystérieux apparut dans Krur, provenant de cercles hermétiques de Rome et signé sous le pseudonyme d'Ekatlos, souvent attribué à l'orientaliste Leone Caetani. Il affirmait explicitement que la victoire italienne lors de la Première Guerre mondiale et l'avènement ultérieur du fascisme auraient été favorisés, voire déterminés, par certains rites étrusco-romains effectués à la suite de la découverte mystérieuse d'antiquités magiques.

### Seconde moitié duXXesiècle
Le rappel public à la spiritualité préchrétienne de Rome, jusqu'à la fin du fascisme, fut principalement l'œuvre de Julius Evola. À la fin des années 1970, un intérêt « opérationnel » pour la romanité païenne et pour l'expérience même du Groupe d'Ur resurgit parmi les jeunes cercles autour du philosophe romain. Evola inclut dans ses écrits des concepts étrangers à la religion classique romaine (bouddhisme, hindouisme, magie sexuelle, nudité rituelle privée).
À la suite de cela, à Rome, à Naples et à Messine, naquit et se développa le Groupe des Dioscures, dont Evola lui-même était conscient. Ce groupe publia une série de quatre fascicules intitulée L'Impeto della vera cultura, Le due Razze, Phersu maschera del Nume et Rivoluzione Tradizionale e Sovversione, avant de disparaître. Erronément considéré comme dissous par certains auteurs, notamment Renato Del Ponte, le Groupe des Dioscures continua ses activités à partir de 1969, même après la disparition de son fondateur et guide spirituel en 2000, se manifestant dans différentes régions italiennes. En Campanie, le régent des Dioscures fit sa dernière et inhabituelle apparition publique lors d'une conférence intitulée Oltre ogni distruzione - la Tradizione vive.
Un vif intérêt pour la religion ancienne de Rome émergea également dans la revue évolienne Arthos, fondée à Gênes en 1972 et dirigée par Renato Del Ponte, auteur de Dei e miti italici (1985) et La religione dei Romani (1993). En 1984, les expériences des Dioscures de Messine furent reprises par le Groupe Arx de Salvatore Ruta, déjà membre du groupe d'origine, et dans la publication trimestrielle La Cittadella.
De 1984 à 1986, en Calabre et en Sicile, l'Association pitagorique ressuscita, définie par ses porte-parole comme « la même confrérie fondée par Arturo Reghini en décembre 1923 », publiant la revue Yghìeia. L'association cessa officiellement d'exister en 1988 avec la mort de son président, Sebastiano Recupero.
Un de ses membres, Roberto Sestito, continua à mener des activités éditoriales autonomes, de la revue Ignis (1990-1992) à la maison d'édition homonyme, au bulletin Il flauto di Pan (2000). Cependant, malgré les déclarations de principe, le thème religieux et rituel païen-romain fut presque absent. Entre 1979 et 1989, la maison d'édition génoise Il Basilisco publia une trentaine d'œuvres dans la Collection d'Études Païennes, parmi lesquelles des ouvrages de Simmaco, Porfirio, Jamblique, Proclus, De Angelis, Flavio Claudio Giuliano, Giandomenico Casalino et Glauco Berrettoni.
Le thème de la Tradition Romaine fut également présent dans la revue de l'association Senatus de Piero Fenili et Marco Baistrocchi (ce dernier décédé en 1997) : Politica Romana (1994-2004). Hautement considérée sur le plan culturel, cette publication fut vue par beaucoup comme une revue romano-païenne, pythagoricienne et « reghiniana ».
Un célèbre activiste fut l'acteur Roberto Corbiletto, mort mystérieusement dans un incendie peut-être causé par la foudre en 1999.

### Années 2000
Dans les années 2000, l'Associazione Tradizionale Pietas s'est engagée dans la reconstruction de plusieurs temples à travers l'Italie et a entamé le processus juridique pour obtenir la reconnaissance de l'État, s'inspirant d'organisations similaires dans d'autres pays européens comme les associations Thyrsus et Conseil suprême des Hellènes Nationaux (YSEE) en Grèce. Le 30 juin 2023, Pietas a participé à la réunion de l'ECER, où des délégations d'associations de  17 nations ont rédigé et signé la Déclaration de Riga, visant à encourager les gouvernements à reconnaître les religions ethniques européennes. De plus, depuis le début du nouveau millénaire, certains groupes ont repris la pratique de rituels publics tels que le rite lors du Parilia,.